# 朝日につづく道
「朝日につづく道」（あさひにつづくみち）は石井竜也6枚目のシングル。1999年7月23日発売。発売元はSony Records（現ソニー・ミュージックレコーズ）。

## 解説
石井最後の8cmCD。『FIM世界耐久選手権シリーズ スプライト鈴鹿8時間耐久ロードレース』のテーマソングに起用。シングルのジャケットもその総合プロデュースの際に石井がデザインしたコンセプトバイク『マーリア』の一部。

## 収録曲
作詞・作曲：石井竜也
1. 朝日につづく道
編曲：伊藤隆博
TBS主催『FIM世界耐久選手権シリーズ スプライト鈴鹿8時間耐久ロードレース』テーマソング。
ゴスペル調の曲。タイトルは鈴鹿サーキットの最終コーナーからゴールへ向かうストレートのことを指す。
2. 草原の日〜風〜
編曲：金子隆博
モード学園1999年CMソング。

## 収録アルバム
- 『石 〜Best of Best〜』（2005年10月12日発売） - 1stベスト・アルバム